# Theodor Hoppe (Theologe, 1846)
Theodor Christlieb Jonathan Hoppe (* 14. Januar 1846 in Wusterwitz, Kreis Dramburg; † 28. Dezember 1934 in Nowawes) war ein deutscher Theologe und Pastor. Er war Vorsteher des Oberlinhauses und dort verantwortlich für die Schaffung von Rehabilitationseinrichtungen für Körperbehinderte sowie Taubblinde. Theodor Hoppe gilt als Pionier der Körperbehindertenfürsorge.

## Leben
Nach Abschluss der Dorfschule besuchte Theodor Hoppe das Marienstiftsgymnasium in Stettin und studierte dann an der Universität Halle/Saale Theologie. Hier wurde er Mitglied der Studentenverbindung Landsmannschaft Pomerania. 1872 und 1876 legte Theodor Hoppe seine theologischen Prüfungen ab, 1873 die Prüfung als Lehrer an Mittel- und Höheren Mädchenschulen. Bis 1874 unterrichtete er an der Mittelschule in Havelberg, 1878 an der Wieprechtschen Privatschule in Berlin. Im gleichen Jahr trat er das Amt eines Hilfspredigers an der Berliner Jacobigemeinde an. Daneben betreute Pfarrer Hoppe als Hausgeistlicher das Diakonissenmutterhaus Paul-Gerhardt-Stift.
Vom Zentralvorstand des Oberlinvereins wurde er 1879 zum Pfarrer und Vorsteher des Diakonissenmutterhauses Oberlinhaus in Nowawes berufen. Unter seiner Leitung entstanden u. a. eine Kleinkinderschule mit angeschlossenem Ausbildungsseminar, eine Poliklinik und 1890 das erste Krankenhaus in Nowawes.
Am 6. Mai 1886 wurde Ludwig Gerhardt, ein junger körperbehinderter Mann aus Berlin, aufgenommen. Diese neue Herausforderung wurde richtungsweisend für Theodor Hoppe und das Oberlinhaus in Nowawes. Weitere „Krüppel“ fanden im Oberlinhaus Aufnahme und Zuwendung, 1887 auch ein taubblindes Mädchen.
Hoppe und seine Mitarbeiter entwickelten ein Verfahren zur ganzheitlichen Rehabilitation, welches den ganzen Menschen behandelt und seine individuellen Bedürfnisse berücksichtigt.

## Ehrungen

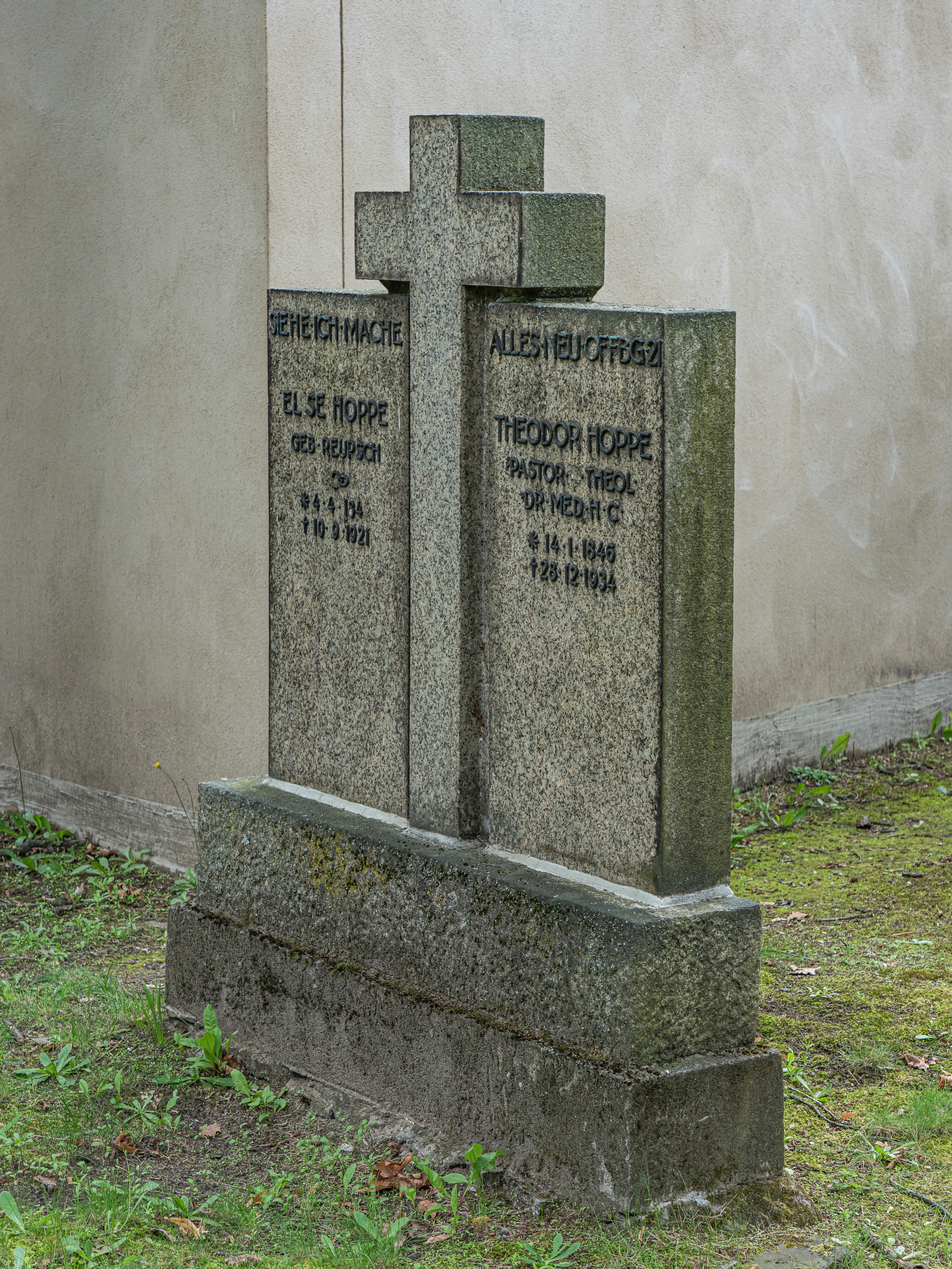
Grab Hoppes auf dem Friedhof Goethestraße in Potsdam

- 1916 wurde Hoppe der erste Vorsitzende des neu gegründeten Kaiserswerther Verbandes
- Die medizinische Fakultät der Friedrich-Wilhelms-Universität Berlin verlieh Hoppe 1919 den medizinischen Ehrendoktor.
- Von der gleichen Universität erhielt er wenig später den Ehrendoktor der Theologie.[2]
- Hoppe wurde der einzige Ehrenbürger der Stadt Nowawes (1927, 1996 durch Beschluss der Stadtverordnetenversammlung auch von Potsdam).[2][4]
- Der Theodor-Hoppe-Weg in Potsdam-Babelsberg erinnert daran.

## Schriften

### Als Verfasser
- Vor 350 Jahren: Die Einführung der Reformation in der Mark Brandenburg dem Volke und der Jugend zur Erinnerung an den 1. November 1539. Rentel, Potsdam 1889.
- Die ersten 25 Jahre. Geschichte der Diakonissenanstalt „Oberlinhaus“ zu Nowawes vom 30. November 1874 bis 30. November 1899. Oberlinhaus, Nowawes 1899.
- Paul Gerhardt. Sein Leben und seine Lieder. Hans Möller, Nowawes 1907.
- Die Taubstummblinden in Wort und Bild. Stiftungsverlag, Potsdam 1914.
- Das Oberlinhaus – fünf Jahrzehnte Diakonissenarbeit. Oberlinhaus, Nowawes 1930.
- Oberin Thusnelda von Saldern, weiland erste Diakonisse und Oberin des Diakonissen-Mutterhauses „Oberlinhaus“ zu Nowawes. Oberlinhaus, Nowawes 1930.

### Als Herausgeber
- Deutsche Krüppelheime.  Marhold, Halle 1914. Inhaltsverzeichnis